# Meleaba comprimaria
Meleaba comprimaria is een vlinder uit de familie van de uraniavlinders (Uraniidae). De wetenschappelijke naam van de soort is voor het eerst geldig gepubliceerd in 1827 door Geyer.